# Estación de Bry-sur-Marne
La estación de Bry-sur-Marne es una estación de Bry-sur-Marne, en el departamento de Val-de-Marne, de la región de Île-de-France.
Fue puesta en servicio en 1977 por la RATP y es servida por los trenes de la línea RER A.

## Historia
La estación de Bry-sur-Marne fue abierta el 9 de diciembre de 1977 para acompañar el desarrollo urbanístico de Marne-la-Vallée.

## Servicios a los viajeros

### Acceso

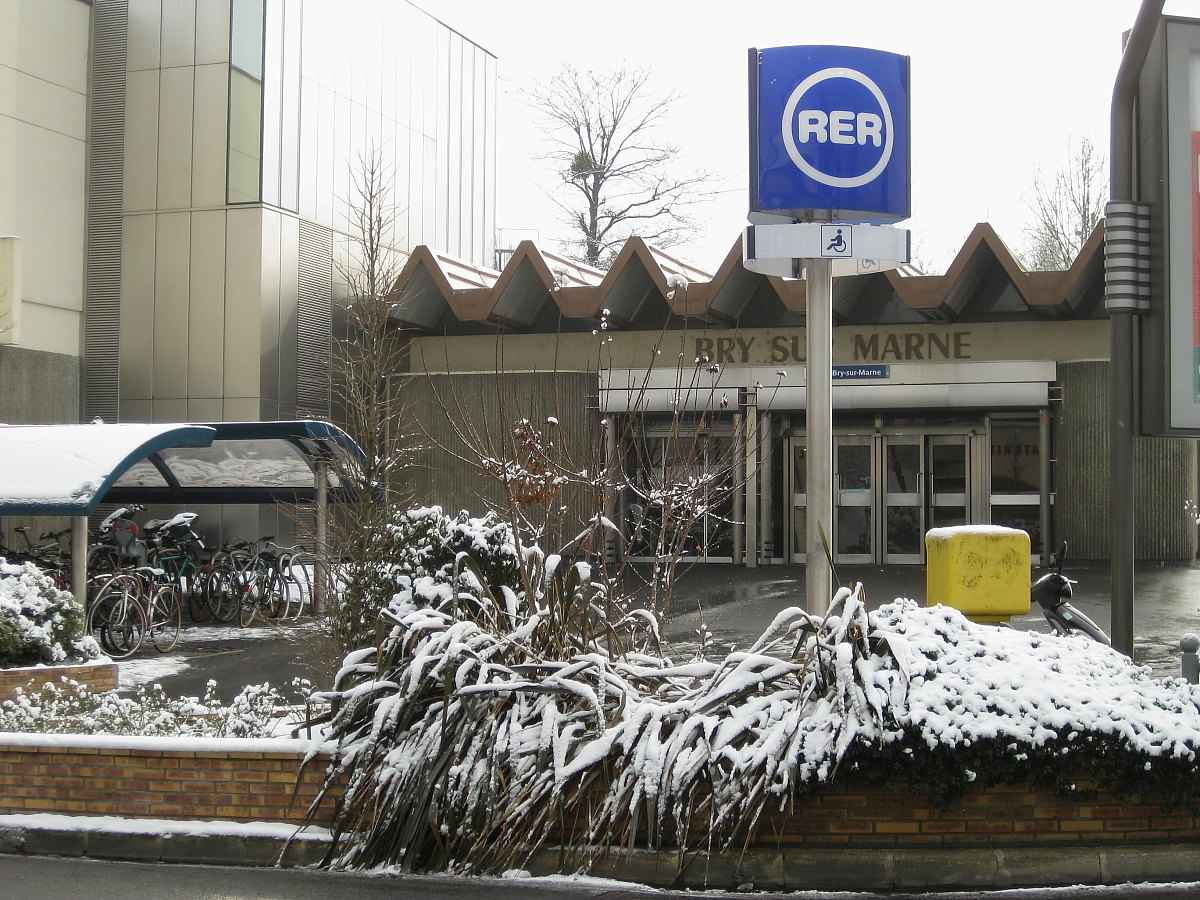

La estación sólo tiene una salida. Es accesible a personas discapacitadas, se construyeron dos ascensores para dar acceso a los andenes.

### Frecuencia
La estación es servida por los trenes de la línea A del RER que recorren el ramal 'A4.
La frecuencia de trenes es siempre de 10 minutos en ambos sentidos, pero a veces se reducen a la mitad en hora punta.

### Correspondencias
- Bus RATP 120, 210, 220, 520.

Hay también un aparcamiento gratuito de 120 plazas y otro para bicicletas.